# Serie 2273-2275 de FGC
La serie 2273-2275 de Ferrocarriles de la Generalidad de Cataluña está formada por dos coches adquiridos de segunda mano al ferrocarril suizo Matterhorn Gotthard Bahn (MGB), destinados al Cremallera de Nuria, que se incorporaron al parque de material rodante de esta línea en 2019.

## Historia

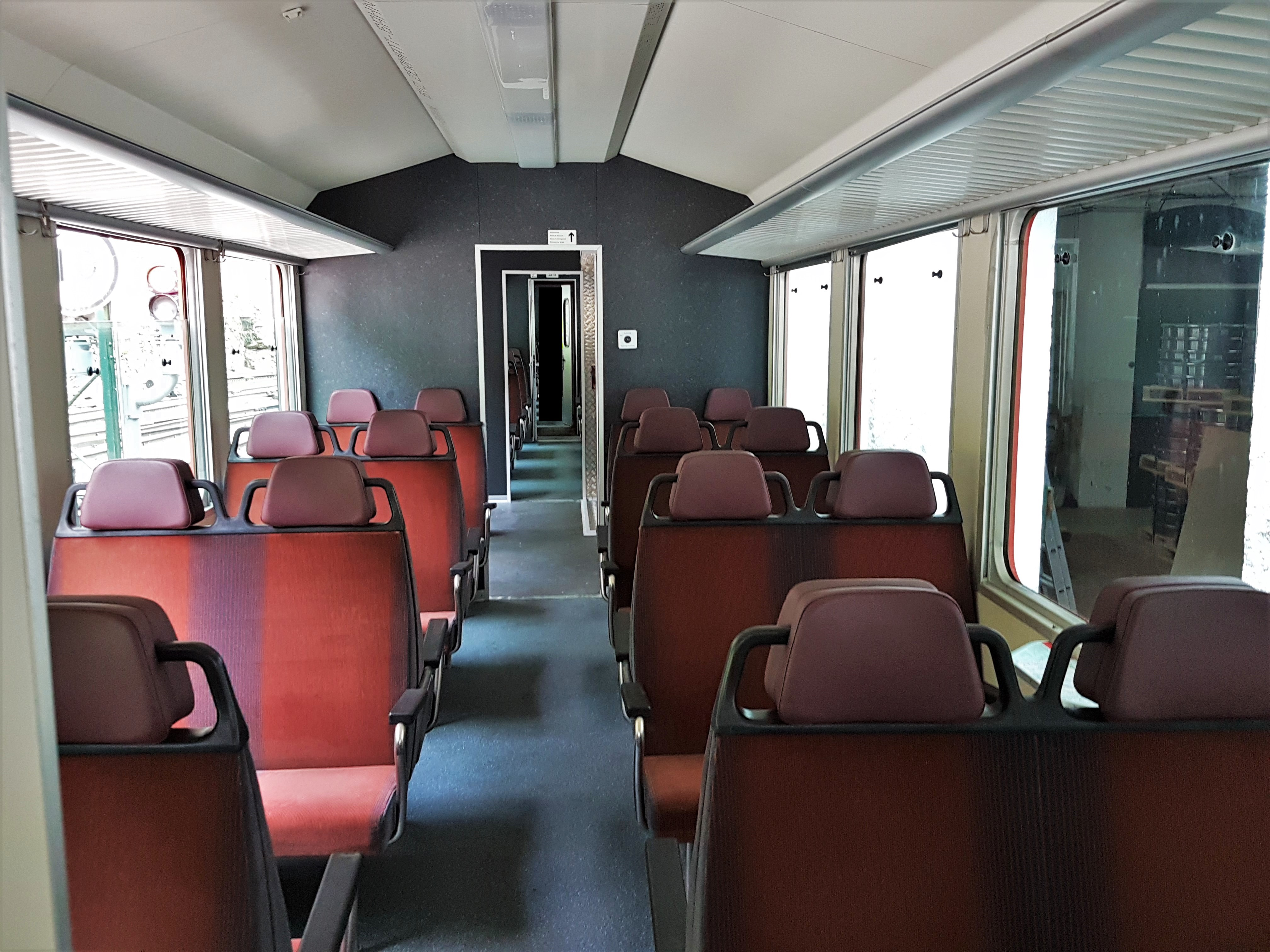
Interior del coche Bt 2275.

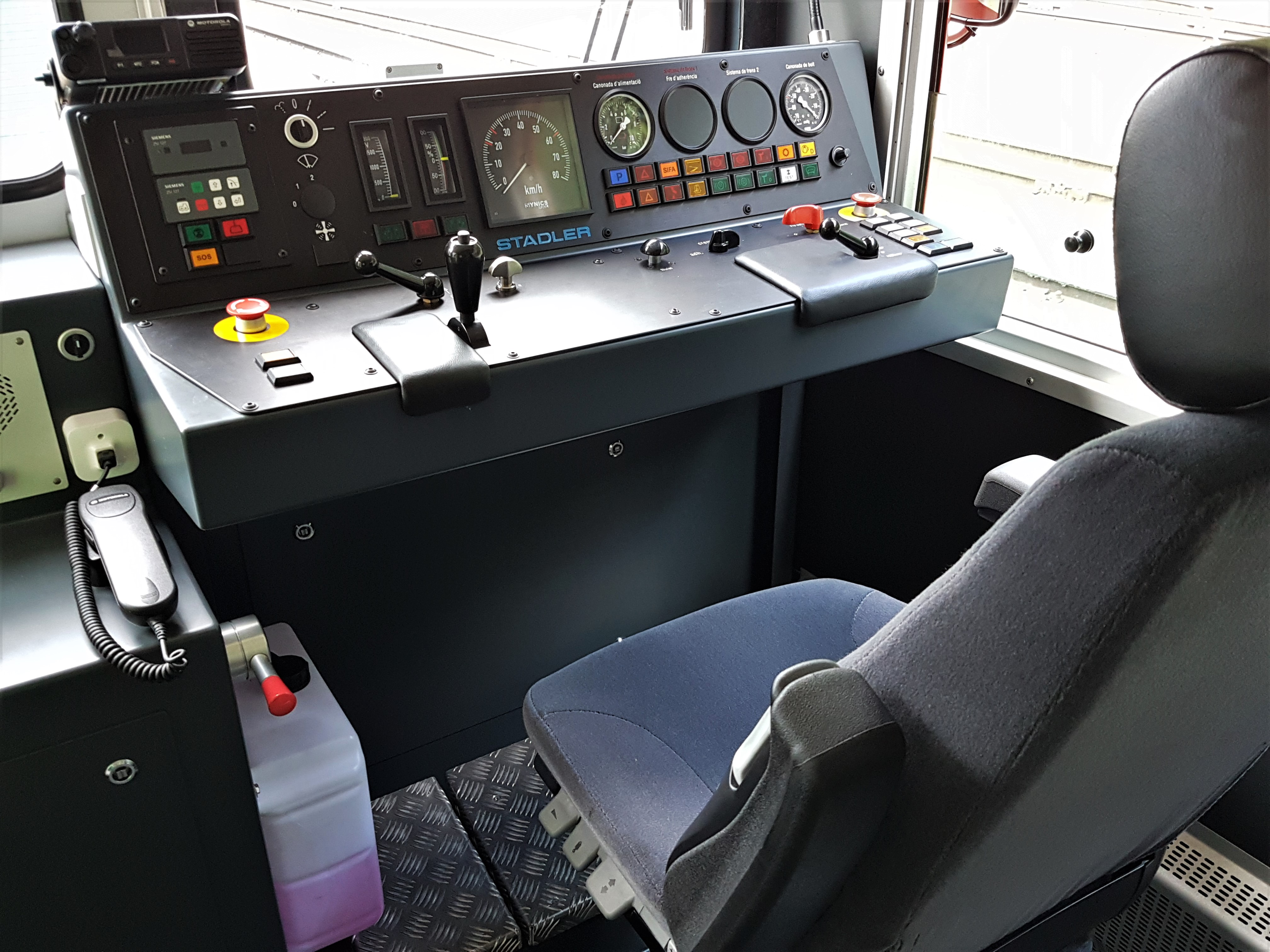
Cabina de conducción del coche Bt 2275.

### Origen suizo de los coches
Entre los años 1955 y 1963, Schweizerische Industrie Gesellschaft (SIG) fabricó para el ferrocarril suizo Brig-Visp-Zermatt (BVZ) 26 coches de viajeros, de construcción ligera y puertas de acceso centrales. Se dividieron en tres series: los de primera clase A 2061-2067 (longitud de 15.820 mm); los mixtos de primera y segunda clase AB 2161-2163 (14.710 mm); y los de segunda clase B 2261-2276 (13.610 mm). Forman parte de los llamados Mitteleinstiegswagen. Todos los coches estaban autorizados a circular tanto por la línea del BVZ, como por la del Furka-Oberalp (FO, excepto el Schöllenenbahn), y las de los Rhätische Bahn (RhB).
Tres coches de segunda clase (los 2273, 2274 y 2275) fueron alargados en 1998 y 1999 hasta una longitud de 16.685 mm, con dos ventanas más por lado.
El 1 de enero de 2003, los ferrocarriles BVZ y FO se fusionaron, constituyendo el Matterhorn Gotthard Bahn (MGB). Los 26 coches de esta serie se retiraron del servicio a lo largo de los años 2000, no quedando ninguno de ellos operativo en 2019.

### Historia en FGC
Dadas las dificultades de explotación del Cremallera de Montserrat, debido a la insuficiencia de material rodante disponible (solo cinco unidades de tren), a mediados de los años 2010 FGC pensó en cómo aumentar el parque de material disponible, pero al coste más reducido posible. Finalmente se decidió un plan que implicaba también modificaciones en el parque de material rodante del Cremallera de Núria. Este plan, básicamente, proponía el traslado de los dos automotores A10 y A11 del Cremallera de Nuria al de Montserrat, sustituyéndolos por una combinación de vehículos nuevos y de segunda mano. Esto significó la adquisición de:
- Dos remolques intermedios, de construcción completamente nueva, para intercalarlos en dos automotores de la serie A5-A8 del Cremallera de Núria. De piso bajo, tenían que garantizar la accesibilidad universal que se perdería cuando marcharan los A10 y A11.
- Dos coches de viajeros de segunda mano, para completar la capacidad que se perdería cuando marcharan los A10 y A11 (los dos coches nuevos anteriores, y estos dos, sustituyen a los cuatro que forman estos automotores).
- Una locomotora, de construcción completamente nueva, para formar una composición reversible con los dos coches de segunda mano. Esta locomotora (número H12), además, se usaría para remolcar trenes de mercancías y de trabajos, motivo por el cual es dual (electro-diesel).

Una vez recibido este material, los dos automotores Stadler A10 y A11 serían enviados definitivamente al Cremallera de Montserrat.
En agosto de 2017 se adjudicó a Stadler Bussnang AG la fabricación de los dos remolques intermedios, la locomotora, y la adaptación de los dos coches de viajeros de segunda mano. Para estos dos coches se eligieron los B 2273 y B 2275 del MGB, dos de los tres que se alargaron entre 1998 y 1999, fabricados los dos en 1963. Stadler hizo una reparación general de los vehículos, eliminó los WC, y construyó una cabina de conducción en el 2275, motivo por el cual fue renumerado como Bt 2275 (según el sistema suizo de matriculación de material rodante). Además, en la operación se adquirió un juego de dos bogies de repuesto y otros recambios. Estos trabajos se hicieron en la instalación que Stadler Rail tiene en la localidad suiza de Wil SG, que es el taller del ferrocarril Frauenfeld-Wil (FW), donde esta empresa hace el mantenimiento de los nuevos trenes de esta línea.
Una vez acabados los trabajos, los dos coches (junto con la locomotora H12) fueron trasladados en camiones hacia Ribes de Freser, donde se descargaron el 6 de agosto de 2019. Después de las preceptivas pruebas y la formación del personal, prestaron su primer servicio comercial con viajeros el 6 de diciembre de 2019.
Durante el mes de junio de 2020, aprovechando el cierre de la línea a causa de la pandemia del COVID-19, los dos coches fueron vinilados en color azul con las puertas blancas, con una imagen que pretende ser retro. El motivo es para ofrecer un servicio especial, puesto en marcha el 20 de junio, que durante los fines de semana de junio a octubre ofrece un viaje ascendente con el acompañamiento de un guía y un servicio de audio-guía.

## Características técnicas
Los coches están formados por un bastidor y una caja de construcción metálica ligera con acero. En cada lateral disponen de una única puerta de acceso central, de cuatro hojas y apertura manual, y nueve ventanas que se pueden abrir prácticamente del todo. El coche 2273 dispone, además, de dos puertas de intercomunicación en los testeros, de apertura manual, para poder pasar de un vehículo al siguiente. El paso entre coches queda protegido mediante un fuelle. El coche 2275 también disponía de dos puertas de intercomunicación, pero una se clausuró al instalar la cabina de conducción.
Interiormente están distribuidos de la siguiente manera. El B 2273 tiene tres compartimentos: una sala de viajeros con 40 asientos en disposición 2+2; la plataforma de acceso con espacio para dejar equipajes o esquíes; y otra sala de viajeros con 24 asientos. Por lo tanto, dispone de un total de 64 asientos. El Bt 2275 era idéntico al B 2273; pero, dado que se ha añadido una cabina de conducción, en el primer compartimento de viajeros la capacidad ha quedado reducida a 32 asientos, totalizando 56.
Cada coche va apoyado sobre dos bogies de dos ejes, del tipo SIG-S del fabricante suizo Schweizerische Industrie Gesellschaft (SIG). Disponen de suspensión primaria por muelles helicoidales (dos por rueda). La suspensión secundaria usa un curioso sistema mediante barras de torsión, bastante utilizado por este fabricante. En este caso, dos barras de torsión transversales están sujetas a los extremos del bogie, por su parte interior, y lo atraviesan de punta a punta. En la parte central, las barras tienen soldados un soportes, que con el bogie desmontado quedan elevados a unos 45 grados, aproximadamente. Cuando se monta la caja del vehículo sobre los bogies, se apoya sobre estos soportes, que flexionan las barras de torsión. Durante la marcha, la fuerza mecánica de torsión de las barras tiende a mantener la caja en posición vertical.
Cada rueda tiene dos zapatas de freno, y solo un eje de un bogie (el situado en el lado valle) dispone de una rueda dentada para el freno de cremallera, con dos tambores a cada lado. El freno de servicio funciona con un sistema combinado de vacío y aire comprimido, utilizado en los ferrocarriles suizos Brig-Visp-Zermatt (BVZ), Furka-Oberalp (FO), Matterhorn Gotthard Bahn (MGB) y Rhätische Bahn (RhB). El motivo de su desarrollo es que estos ferrocarriles usaban originalmente el freno de vacío. Dado que el freno de aire comprimido es más eficiente, con el tiempo se fue sustituyendo el de vacío por este otro; pero, para poder acoplar los vehículos modernos con los antiguos, se mantuvo la tubería de freno de vacío para poder comandar los frenos de todos los vehículos, estuvieran equipados con el de vacío o con el de aire comprimido. El sistema funciona de la siguiente manera: desde los pupitres de conducción se comanda la acción del freno a través de la tubería de vacío: cuando en esta tubería se ha hecho el vacío, los frenos están aflojados; cuando se deja entrar aire a presión atmosférica dentro de esta tubería, se accionan los frenos. Cuando se frena, un distribuidor en cada coche deja pasar aire comprimido de un depósito auxiliar (alimentado por una tubería de aire comprimido, suministrado por la locomotora) hacia los cilindros de freno, provocando el rozamiento de las zapatas sobre las ruedas, o de las cintas sobre los tambores de freno de cremallera. Este sistema de freno obliga a que estos coches solo puedan ser remolcados por la locomotora H12, dado que ningún otro vehículo del Cremallera de Núria está equipado.
El acoplamiento entre vehículos se hace mediante el tradicional sistema manual de tope central y dos ganchos y tensores laterales.
A pesar de que la velocidad máxima en el ferrocarril suizo de origen era de 90 km/h, en el Cremallera de Nuria ha sido limitada a 60 km/h en tramos de adherencia. En tramos de cremallera, la velocidad máxima es de 25 km/h en sentido ascendente y de 19 km/h en sentido descendente.
Estos dos coches circulan formando una composición reversible indeformable con la locomotora H12, situándose la locomotora en el lado del valle, el coche Bt 2275 en el lado montaña, y el coche B 2273 entre los dos.
| Vehículo                    | B 2273                                      | Bt 2275                                     |
| --------------------------- | ------------------------------------------- | ------------------------------------------- |
| Año construcción            | 1963                                        | 1963                                        |
| Fabricante                  | Schweizerische Industrie-Gesellschaft (SIG) | Schweizerische Industrie-Gesellschaft (SIG) |
| Alargamiento                | 1998-1999                                   | 1998-1999                                   |
| Recibidos en FGC            | 2019                                        | 2019                                        |
| Tipo de cremallera          | Abt                                         | Abt                                         |
| Velocidad máxima adherencia | 60 km/h                                     | 60 km/h                                     |
| Velocidad máxima cremallera | 25 km/h (ascendente), 19 km/h (descendente) | 25 km/h (ascendente), 19 km/h (descendente) |
| Longitud entre topes        | 16.685 mm                                   | 16.685 mm                                   |
| Peso                        | 12,6 T                                      | 13,1 T                                      |
| Carga máxima                | 17,4 T                                      | 17,3 T                                      |
| Asientos                    | 64                                          | 56                                          |